# Edith González
Edith González Fuentes de Lazo (Monterrey, 10 de dezembro de 1964 — Cidade do México, 13 de junho de 2019) foi uma atriz e bailarina mexicana.

## Biografia e Carreira

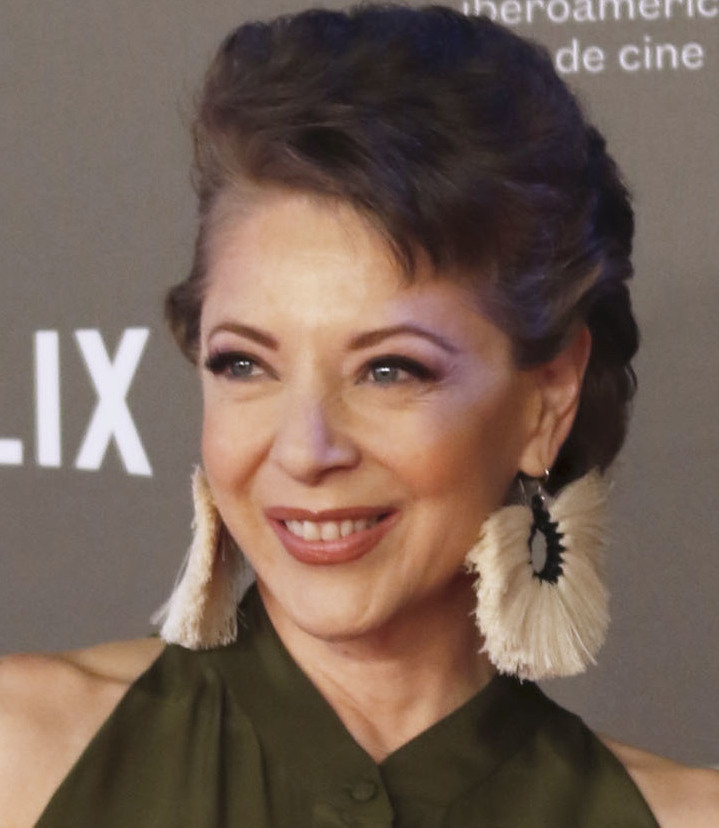
González em 2017.

Desde muito pequena Edith tinha muito contato com o mundo dos espetáculos, atuando na escola e trabalhando em eventos infantis. Durante uma visita ao programa "Siempre en Domingo", Edith foi escolhida entre o público para interpretar um papel junto com Rafael Baledón. Desde então, se destacou como atriz infantil em filmes dos anos 70 como:  El Rey de los Gorilas (1976), Cyclone(1977), Fabricantes de Pánico (1980), Adiós Lagunilla, Adiós (1984), Pero Sigo Siendo el Rey (1988), Central Camionera (1988), Trampa infernal (1989), Sentencia de Muerte (1990), Atrapados (1990), El Jugador (1991), El Descuartizador (1991), Los Cómplices Del Infierno (1994) y Salón México (1996).
Durante sua juventude foi se dedicando à atuação. Foi a primeira Aventurera, uma produção teatral de Carmen Salinas em 1998, onde interpretou uma mulher de vida fácil, sedutora e possessiva.
Sua primeira telenovela foi Los Ricos También Lloran em 1979, e em 1980, Edith González atuou na telenovela Soledad. Nessa mesma década a atriz estrelou muitas tramas da Televisa como Bianca Vidal, Rosa Selvagem e Monte Calvario.
Em 1993 Edith González protagonizou a terceira versão da telenovela Corazón salvaje no papel de Mônica, fazendo par romântico com Eduardo Palomo, que foi um verdadeiro sucesso, tomada como a melhor de todas as versões. Em seguida ainda vieram novelas como: La jaula de oro com Saúl Lisazo e Nunca te olvidaré que protagonizou junto de Fernando Colunga.
Participou como protagonista da telenovela Salomé, ao lado do ator brasileiro Guy Ecker. Essa telenovela é um "remake" da famosa "Colorina", em 1980 estrelado por Lucía Méndez, cuja versão original é de origem chilena, e foi estrelado Liliana Ross em 1977.
Em 2004, estrelou a telenovela Mujer de madera, do produtor Emilio Larrosa, mas teve de parar de trabalhar neste ano por causa da sua gravidez. Em 2006 tem lugar seu primeiro papel antagônico na novela Mundo de Fieras, do  produtor Salvador Mejía Alejandre, onde compartilha crédito com César Évora e a atriz venezuelana Gaby Espino.
Em 2007, ela atuou em Palabra de Mujer com  Juan Soler; produzida por José Alberto Castro.
Em 2008 na Colômbia registrou o mais exigente papel de sua carreira, Bárbara Guaimarán em Doña Bárbara original de Rómulo Gallegos, atuando com o ator peruano Christian Meyer e produzida pela Telemundo.
Em 2009 regressa à Televisa e integra o elenco da novela Camaleones. Esta foi a sua última novela no canal.
Em 2011 Edith trocou a Televisa pela TV Azteca, a segunda principal emissora mexicana, lá ela protagonizou a novela "Cielo Rojo" de Eric Vonn, fazendo par romântico com o ator - também ex-Televisa - Mauricio Islas.
Ainda no canal protagonizou as novelas Vivir a destiempo em 2013 e Las Bravo, em 2014, onde fez par romântico novamente com Mauricio Islas.
Em 2016, protagonizou ao lado de Arap Bethke, Eva la trailera. Sua personagem, Eva Soler, é uma mulher que ao ser traída pelo marido descobre que ainda pode se permitir a amar e ser amada.
Um fato curioso é que a atriz não gostava de gravar cenas mais quentes. Por isso ela sempre pedia que alguma dublê a substituísse em cenas de sexo.

### Falecimento
Faleceu na madrugada do dia 13 de Junho de 2019, devido as complicações de um câncer ovariano, que foi diagnosticado tardiamente em 2016.

## Vida Pessoal
Em 1996 iniciou um relacionamento amoroso com o político Santiago Creel Miranda. Noivaram em 1998 e casaram-se em 2000. Em 17 de agosto de 2004 deu à luz Constanza, sua única filha, via cesariana, na Cidade do México. Em 2007 o casal divorciou-se. Após manter relacionamentos esporádicos, iniciou no final de 2009 um namoro com o político mexicano Lorenzo Lazo, que na época era secretário do governo. Lorenzo era um homem viúvo e que vivia com sua única filha, e através de uma amizade aproximou-o de Edith. A atriz não queria falar sobre o assunto, aumentando as especulações da imprensa sobre sua vida pessoal.  O casal só assumiu publicamente o relacionamento em março de 2010, após aparecerem constantemente em reuniões públicas, sem esconder seu amor. Nesse mesmo ano foram morar juntos. Após alguns meses de união conjugal, oficializaram a relação. Em maio de 2010 descobriu estar novamente grávida, o que foi uma grande alegria para o casal, que planejava ter filhos. A gravidez exigiu repouso e maiores cuidados, pois Edith já tinha mais de quarenta anos, porém em uma madrugada de setembro Edith teve uma hemorragia e sofreu um aborto espontâneo aos cinco meses de gestação, o que abalou muito o casal. Apesar de novas tentativas de engravidar, foi desaconselhada pelos médicos, e o casal concordou em não mais tentar.

## Telenovelas
- Tres familias (2018)[13] - Katy
- Eva la trailera (2016) - Eva Soler González
- Las Bravo (2014-2015) - Valentina Díaz de Bravo
- Vivir a destiempo (2013) - Paula Duarte de Bermúdez
- A corazón abierto (2012) - Andrea Carranti
- Cielo rojo (2011-2012) - Alma Durán de Molina
- Camaleones (2009-2010) - Francisca Campos de Ponce de León
- Doña Barbara (2008-2009) - Bárbara Guaimarán
- Palabra de mujer (2007-2008) - Vanesa Noriega de Medina
- Mundo de fieras (2006-2007) - Joselyn Rivas del Castillo de Cervantes-Bravo
- Mujer de madera (2004) - Marisa Santibáñez Villalpando #1
- Salomé (2001-2002) - Fernanda "Salomé" Quiñones de Lavalle
- Cuento de Navidad (1999-2000) - Josefina
- Nunca te olvidaré (1999) - Esperanza Gamboa Martel
- La jaula de oro (1997) - Oriana / Carolina / Renata Duarte
- La sombra del otro (1996) - Lorna Madrigal del Castillo
- Corazón salvaje (1993-1994) - Mónica de Altamira
- En carne propia (1990-1991) - Estefania Muriel / Natália de Jesús Ortega
- Flor y canela (1988) - Florentina
- Rosa salvaje (1987-1988) - Leonela Villarreal #1
- Lista negra (1987) - Mary
- Monte calvario (1986) - Ana Rosa
- Sí, mi amor (1984) - Susana
- La fiera (1983) - Julie
- Bianca Vidal (1982-1983) - Bianca Vidal
- El hogar que yo robé (1981) - Paulina
- Soledad (1980) - Luisita Sánchez Fuentes
- Ambición (1980) - Charito
- Los ricos también lloran (1979-1980) - María Isabel Salvatierra
- Lo imperdonable (1975) - Gloria
- Los miserables (1973) - Cosette (menina)
- Mi primer amor (1973) - Lucía
- El edificio de enfrente (1972) - Martha
- El amor tiene cara de mujer (1971)
- Lucía Sombra (1971) - Erika Calvert (menina)
- Cosa juzgada (1970)

## Filmes
- "Un Sentimiento honesto en el calabozo del olvido (2020)- Isabelle Batun
- Deseo (2013)- La Actriz
- Poquita ropa (2010)- Marta
- Recuerdame (2007) - Diana Molinari Cuevalta de Irazaga Darien
- Señorita Justice (2004)
- Salón México (1996)
- Los Cómplices Del Infierno (1994)
- El Jugador (1991) - Romy
- Atrapados (1990) - Flor
- Sentencia de Muerte (1990)
- Trampa Infernal (1989)
- Pero Sigo Siendo el Rey (1988) - Laura
- Adiós Lagunilla, Adiós (1984) -  Mariela
- Traficantes de Pánico (1980) - Jessica
- Guyana, el Crimen Del Siglo (1980)
- Cyclone (1977) - Tiersa
- El Rey de Los Gorilas (1976) - Betty
- Alucarda, la Hija de Las Tinieblas (1975)
- Deseo (2009)

## Teatro
- Un Día Particular (2017)
- Entre Mujeres(2019)
- Los Árboles Mueren de Pie (2012) - Isabel
- Purgatorio (2012) - Ella
- Buenas Noches, Mamá (2010) - Jessica
- Las Noches de Aventurera (1998, 2004-2005) - Elena Tejeda
- Purgatorio (2012)
- Los Arboles Mueren de Pie (2012)

## Programas
- Este Es Mi Estilo [14] (2018-2019) .... Ela Mesma
- Mujeres Asesinas 2 (2009) .... Clara, Fantasiosa
- Bailando Por un Sueño (2005)
- El Descuartizador (1991)
- Tiempos de Heroes - Apresentadora (2012)

## Prêmios e indicações

### Prêmio TVyNovelas
| Ano  | Categoria                                     | Telenovela                                    | Resultado |
| ---- | --------------------------------------------- | --------------------------------------------- | --------- |
| 2007 | Melhor atriz antagonista                      | Mundo de fieras                               | Venceu    |
| 2007 | Premio especial a estrela favorita do público | Premio especial a estrela favorita do público | Venceu    |
| 2005 | Melhor atriz protagonista                     | Mujer de madera                               | Indicado  |
| 2002 | Melhor atriz protagonista                     | Salomé                                        | Indicado  |
| 2000 | Melhor atriz protagonista                     | Nunca te olvidare                             | Indicado  |
| 1994 | Melhor atriz protagonista                     | Corazón salvaje                               | Venceu    |